# Note du traducteur
Pour les articles homonymes, voir NDT.
Une note du traducteur ou de (la) traduction est une note que l'auteur d'une traduction insère dans son texte, pour fournir au lecteur toute information qu'il juge utile à la bonne compréhension : un passage difficile à restituer naturellement dans la langue cible sans s'éloigner du sens originel, une différence dans le contexte culturel du texte de départ, etc.
De telles notes sont parfois permises, et parfois même requises, lors d'examens de traduction. Néanmoins le recours à des notes peut, dans certains contextes, être considéré comme un aveu d'échec.[Qui ?]

## Sigle
Ces notes sont signalées par le sigle « NDT », et sont généralement placées en note de bas de page ou en fin de texte, même si elles peuvent également être insérées en incise dans le corps du texte, entre parenthèses ou entre crochets.
Bien que les sigles devraient normalement être en capitales, on trouve parfois celui-ci typographié « NdT », voire totalement en minuscules (« ndt »).
On voit enfin parfois la mention « NDLT » pour « note de la traductrice », lorsqu'il s'agit d'une femme.